# Liberalización del transporte ferroviario en España
La liberalización del transporte ferroviario en España se refiere a la liberalización de los servicios ferroviarios en España derivado de las obligaciones adquiridas de las diversas Directivas comunitarias, es decir, la entrada de nuevas empresas ferroviarias que presten nuevos servicios y compitan con la empresa pública tradicional Renfe, y por otra parte, contribuir al proceso de creación de un único espacio ferroviario paneuropeo.
Para estimular la competitividad del sector ferroviario europeo, la Comisión Europea ha adoptado una estrategia encaminada a «fomentar el desarrollo de una infraestructura ferroviaria eficaz, establecer un mercado ferroviario abierto, suprimir los obstáculos administrativos y técnicos y garantizar condiciones de competencia equitativas frente a los demás modos de transporte».

## Historia
En los últimos dos siglos, el transporte ferroviario evolucionó dentro de las fronteras nacionales: cada Estado creó su propio sistema ferroviario, sobre la base de consideraciones locales, y las industrias nacionales, junto con las empresas ferroviarias, adoptaron sus propias normas técnicas y operativas. Todo ello dio lugar a una fragmentación estructural del sistema ferroviario europeo, que sigue siendo, hoy en día, uno de los mayores obstáculos a la creación de un espacio ferroviario europeo único. Esa fragmentación provoca problemas graves en materia de eficiencia, flexibilidad y fiabilidad, especialmente para el transporte de mercancías, y costes operativos elevados, lo que impide al ferrocarril ser un competidor creíble frente a los demás modos de transporte y desanima la inversión privada por parte de las nuevas empresas en el mercado ferroviario.

### Unión Europea
El año 1991 constituye el punto de origen legislativo de una política común europea en el sector ferroviario, que hasta entonces no existía, con la imposición de la apertura a la competencia de ciertas áreas del mercado ferroviario por medio de obligaciones a los Estados miembros. Después se publicó el primer Libro Blanco, el de año 1996: «Una estrategia para la revitalización de los ferrocarriles comunitarios», el más detallado de 2001: «La política europea de transportes de cara al 2010: la hora de la verdad», y el de 2011: «Hoja de ruta hacia un espacio único europeo de transporte», además de los diferentes paquetes ferroviarios, formados por conjuntos de directivas.
Todo esto dio lugar a la actual Red Transeuropea de Ferrocarril, compuesta por dos vertientes:
- La Red Transeuropea de Ferrocarril de Alta Velocidad
- Red Transeuropea de Ferrocarril Convencional

### España
El 18 de noviembre de 2003 se publica la Ley del Sector Ferroviario; según esta, el 1 de enero de 2005 Renfe se convirtió en Adif y absorbió al GIF y, al mismo tiempo, se separó la operación de transporte y las áreas corporativas necesarias para asegurar su funcionamiento, lo que dio paso a la creación de Renfe Operadora. Como consecuencia del RD 22/2012 durante el verano de 2013 se produce la reducción de los servicios de media distancia no considerados como obligación de servicio público (OSP). El 1 de enero de 2014 Renfe Operadora se reestructura en cuatro sociedades: Renfe Viajeros, Renfe Mercancías, y Renfe Fabricación y Mantenimiento, y la nueva: Alquiler de Material Rodante (más tarde denominada: Renfe Alquiler de Material Ferroviario RAMF); FEVE se integra en Renfe y Adif, y esta se divide en Adif y Adif-Alta Velocidad. El acuerdo del Consejo de Ministros de 13 de junio de 2014 determina que se licitará un solo título habilitante (además del de Renfe Operadora) por un periodo de 7 años en el corredor de Levante (triángulo Madrid-Castellón-Murcia, tanto la red convencional como la de alta velocidad).
Desde el 1 de enero de 2005 (obligatorio en toda la UE en 2007) existe liberalización total en el transporte de mercancías. 10 años después los operadores privados alcanzaron el 20,5 % del total. Aunque, prácticamente, a costa de los antiguos tráficos de Renfe.
Desde el 1 de enero de 2006 hay liberalización total en el transporte internacional de viajeros (obligatorio en toda la UE en 2010). El único que se realiza es el de Renfe y SNCF en Cooperación, continuación de una alianza que, bajo diversas formas, persiste desde 1981.
Desde el 31 de julio de 2013 existe liberalización total en los viajes turísticos.
Según el RD 4/2013 los servicios OSP (cercanías y media distancia) serán prestados por Renfe hasta 2023 (lo máximo según el Cuarto Paquete, pendiente de aprobación), aunque Fomento está analizando ceder a otros operadores, a través de contratos de concesión (lo que se conoce como «competencia por el mercado»), la explotación de líneas de Cercanías y de Media Distancia convencional que actualmente explota Renfe.
En cuanto al transporte de viajeros de larga distancia, se iba a licitar un título habilitante para el corredor de Levante (habrá plena liberalización en diciembre de 2020 según el Cuarto Paquete). En este sentido, el 30 de septiembre de 2015 el Ministerio de Fomento publicó la orden ministerial que abriría a un operador privado el corredor de Levante, a la que debería haber seguido la publicación de los pliegos de la licitación. Según algunos medios, fuentes del Gobierno declararon en 2014 que en una segunda fase, antes de mediados del 2016, se abriría a la competencia privada el AVE entre Madrid y Barcelona.
El 8 de julio de 2017 empieza a circular el primer operador privado de viajeros, Alsa Rail, con un servicio turístico que comunica Madrid-Príncipe Pío y El Escorial.

#### Situación en diciembre de 2016
Sin embargo, el 28 de noviembre de 2016 el nuevo ministro de Fomentó dejó en suspenso la adjudicación de dicho título habilitante y apostó por prepararse para la completa liberalización que será obligatoria en virtud del Cuarto Paquete Ferroviario desde diciembre de 2020.
Todos estos cambios provocaron movimientos empresariales, y cierta controversia, que merecen una breve reseña:
- «Los rivales de Renfe negocian alianzas (incluso fuera de España) para pujar por el AVE [...] La Sepulvedana, del autobús al servicio Avant».[11]

- «Las candidatas a competir con Renfe exigen pagar menos por usar las vías y que se amplíe al corredor Madrid-Barcelona [...] Alquilar cada tren costará 1,7 M €».[12]

- Según el portavoz de SNCF: «No tenemos intención de realizar esta actividad hoy en el mercado español, y no hemos dado pasos en este sentido ante las autoridades españolas».[13]

- «Lara da plantón al Gobierno y se baja de la privatización del AVE al Levante».[14]

- «El enfrentamiento entre Economía y Fomento, por la rebaja de cánones en un 35 %, está retrasando el lanzamiento del concurso», cuyo último anuncio era para mayo. La Orden Ministerial de Fomento, donde se establecen los pliegos del concurso, está todavía -julio de 2015- en el Consejo de Estado; cuando se devuelva, Fomento podrá lanzar el concurso. Los interesados dispondrán de tres meses para analizarlo y presentar ofertas, y la mesa de contratación tardará entre uno y dos meses en elegir al ganador. Al ser un «concurso de méritos» (beauty contest) la elección es más compleja que en una subasta.[15]

- Primera semana de agosto: las objeciones del Consejo de Estado al texto presentado por Fomento merecen muy distintas consideraciones: «Fomento logra luz verde del Consejo de Estado para el operador que competirá con Renfe».[16] «Fomento deberá cambiar sus planes para elegir al competidor de Renfe en el AVE».[17]

- «La complejidad técnica del proyecto aplaza hasta final de 2016 el AVE privado del Levante. Las pegas del Consejo de Estado, la reticencia de las empresas por el alto canon económico que exige Adif y el abandono de la familia Lara, principal "socio" de la ministra Pastor, han bloqueado el plan para incorporar un operador privado que compita con Renfe en la línea de alta velocidad entre Alicante y Madrid».[18]

- «Adif contempla en sus cuentas de 2016 una rebaja de sus cánones del 35 % en el corredor de Levante para incentivar a las operadoras privadas».[19]

- El 29 de septiembre se publica en el Boletín Oficial del Estado el procedimiento de licitación para el otorgamiento del título habilitante para la realización del transporte ferroviario de viajeros en el corredor de Levante[20]

Plazos
Se estuvo a la espera de la publicación del pliego que sirviera de base a la licitación. Este será informado por la Comisión Nacional de los Mercados y la Competencia y por la Dirección General de Política Económica del Ministerio de Economía y Competitividad y aprobado por el Secretario de Estado de Infraestructuras, Transporte y Vivienda. Dicho documento concretará la capacidad total de infraestructura del corredor de Levante así como la inicialmente disponible, las condiciones para la prestación de servicios y los requisitos mínimos que deberán reunir los licitadores, entre otras condiciones.
El procedimiento de presentación de ofertas por parte de las empresas interesadas se iniciará mediante convocatoria aprobada por el Secretario de Estado de Infraestructuras, Transporte y Vivienda que se publicará en el Boletín Oficial del Estado.
Los licitadores deberán presentar la documentación necesaria en el plazo de tres meses desde la fecha de publicación de la convocatoria en el BOE, salvo que en el pliego se establezca otro mayor, y el plazo de valoración de ofertas no podrá ser superior a dos meses a contar desde la fecha límite de presentación.
Criterios de adjudicación
En la valoración de las ofertas, el plan de negocio tendrá mayor peso que el económico-financiero, con 55 puntos sobre un total de 100. Se tendrán en cuenta la demanda previsible, los servicios ofertados, el plan de explotación, el material móvil a utilizar, los recursos humanos, la política comercial y las facilidades para la intermodalidad. El plan económico-financiero tendrá una valoración de 35 puntos, mientras que la de los criterios evaluables de forma automática será de 10 puntos. Podrán concurrir varias empresas presentando una sola oferta conjunta.
La empresa deberá empezar a operar dentro del plazo de seis meses desde el otorgamiento del título habilitante, salvo que en el pliego o en la oferta se establezca un plazo inferior. El operador estará obligado a prestar los servicios básicos de su oferta durante un periodo mínimo de tres años, que podrá ser mayor si se ha comprometido a ello. El adjudicatario podrá reducir en hasta un 15 % su oferta de servicios para ajustarse a las condiciones de la demanda, mientras que no habrá ninguna limitación para el incremento de servicios.
Informe de la Comisión Nacional de los Mercados y la Competencia (CNMC) de 25 de junio de 2014
- «Los propios expertos que nombró Fomento (la CNMC) dudan de que liberalizar el tren sea rentable»[24]

- «La CNMC recomienda abrir más el mercado de viajeros y publicar un calendario orientativo»[25]

- «La CNMC considera que la congelación de los cánones de ADIF aprobada para 2016 no garantiza que se cubran los costes de las infraestructuras ferroviarias»[26]

Informe de la Comisión técnico-científica para el estudio de mejoras en el sector ferroviario de junio de 2014
«Sobre la liberalización de los servicios de viajeros, el Informe de la Comisión Técnico-Científica recomienda acometer un proceso gradual de liberalización. Con cautela y plazos concesionales no muy amplios que permitan reconducir a corto plazo situaciones no deseadas [...] Un proceso de liberalización totalmente abierto podría, dado el estrecho mercado existente, derivar en problemas económicos y de falta de rentabilidad que deteriorarían el servicio y la imagen del ferrocarril [...] Señala la posibilidad, ya concretada en otros países y apuntada en el Cuarto Paquete, de agrupar el operador nacional y el gestor de infraestructura para reducir costes de estructura y explotación».

## Normativa comunitaria básica

### Directiva del Consejo 1991/440/CEE
Aprobada el 29 de julio de 1991, sobre el desarrollo de los ferrocarriles comunitarios, con cuatro pilares:
- Liberaliza la prestación de servicios transeuropeos de transporte ferroviario, el de mercancías (a más tardar el 1 de enero de 2007) y el de pasajeros (a más tardar el 1 de enero de 2010).
- Obliga a la independencia de las empresas ferroviarias en materia de gestión, administración y control administrativo, económico y contable interno. Deberán disponer de patrimonio, presupuesto y cuentas independientes de las de los Estados. Estos deberán asumir la deuda histórica de las compañías ferroviarias, procediendo de esta forma a un saneamiento de su estructura financiera.
- Obliga a una separación contable entre la gestión de la infraestructura y la explotación de los servicios ferroviarios (la separación organizativa es voluntaria):

los Estados miembros podrán disponer que dicha separación suponga la existencia de divisiones orgánicas diferenciadas en el seno de una misma empresa, o que la gestión de la infraestructura corra a cargo de una entidad distinta
artículo 6.2 de la Directiva 1991/440

. Las empresas operadoras pagarán un canon por la utilización de las infraestructuras ferroviarias.
- Promueve la creación de contratos de servicio público entre los Estados y las compañías para regular las actividades de gestión de la infraestructura y los servicios de Regionales y Cercanías. El resto de los servicios (Larga Distancia y Mercancías) deberán autofinanciarse.[28]

Las trasposiciones nacionales de esta Directiva produjeron tres tipos de organización en la UE:
- En unos casos hay una separación institucional, de tal manera que la administración de la infraestructura es realizada por una entidad jurídica independiente de la que realiza la prestación de los servicios ferroviarios: España, Finlandia, Francia (hasta 2014), Portugal, Reino Unido y Suecia.
- Una segunda alternativa ha consistido en la formación de un holding de empresas, entre las cuales una o varias se encargan de la gestión de la infraestructura y otras de la explotación de los servicios. En este modelo se incluyen los ejemplos de Alemania, Bélgica, Holanda, Italia, Polonia, y Francia a partir de 2015.[30]
- La separación contable entre la infraestructura y la explotación, pero dentro de la misma empresa, que solo se produce en el caso de Hungría.
- En Dinamarca, a partir de septiembre de 2015, se han fusionado las anteriores divisiones independientes de explotación y mantenimiento en una única división de explotación, a la vez que se ha segregado la parte comercial, enfocada a clientes, productos e ingresos.[31]

### Directivas del Consejo 1995/18 y 19
- 1995/18 aprobada el 19 de junio de 1995, modificada por la 2001/13 y la 2004/49 y derogada por la 2012/34; sobre concesión de licencias a las empresas ferroviarias. Las expedidas por un Estado miembro deberán reconocerse válidas en toda la Comunidad Europea.[32]
- 1995/19 aprobada el 19 de junio de 1995 y derogada por la 2001/14, sobre la adjudicación de las capacidades de la infraestructura ferroviaria y la fijación de los correspondientes cánones por uso.[33]

### Primer Paquete Ferroviario
Establece las bases de la separación vertical del sistema con objeto de favorecer el acceso a la infraestructura de las empresas ferroviarias. Fue aprobado el 26 de febrero de 2001, y se compone de las siguientes Directivas Comunitarias:
- 2001/12 sobre apertura del mercado de transporte de mercancías: en 2003 a los 50 000 km de la Red Transeuropea de Transporte Ferroviario de Mercancías (RTTFM), que posteriormente se retrasó al 2006, y en 2008 al resto de la Red, aunque después se adelantó al 2007.[34]
- 2001/13 sobre licencias a los operadores, para garantizar un trato justo, transparente y no discriminatorio.[35]
- 2001/14 sobre certificación de la seguridad, Declaración sobre la Red, adjudicación de capacidad de infraestructura -los surcos- y cargos por su uso.[36]
- 2001/16/CE, añadida posteriormente, que completa la Directiva 96/48[37] y trata sobre la interoperabilidad del sistema ferroviario transeuropeo convencional.[38]

### Libro Blanco del Transporte
En 2001 la Comisión Europea elaboró el Libro Blanco «La política europea de transportes de cara al 2010: la hora de la verdad», que establecía las futuras acciones legislativas para revitalizar y acelerar la integración del sector ferroviario, y con el que se quiso incidir en:
- Dar prioridad al ferrocarril en el desarrollo de las redes transeuropeas, al objeto de reequilibrar el reparto intermodal del transporte.
- Eliminar los cuellos de botella de la red ferroviaria.
- La libre competencia en el sector ferroviario y que esté orientado al cliente.
- Conferir a las empresas una estructura financiera saneada.
- Establecer contratos para el mantenimiento de los servicios públicos.
- El desarrollo de la interoperatividad de los ferrocarriles.
- Concede una atención especial al transporte de mercancías apostando por la configuración de una rede ferroviaria específicamente destinada a este tipo de tráficos.
- Crear un espacio ferroviario europeo integrado.

Este Libro Blanco establecía un plan de acción de 60 medidas cuyas principales disposiciones eran una nueva organización del transporte de mercancías y viajeros, una nueva política de infraestructuras, la armonización de las condiciones de la competencia y una mayor seguridad.

### Segundo Paquete Ferroviario
Trabaja en las bases de la interoperabilidad como elemento crucial para asegurar el tráfico transfronterizo, y en la definitiva liberalización del transporte de mercancías por ferrocarril. Aprobado el 16 de marzo de 2004, crea la Agencia Ferroviaria de la Unión Europea (AFE, o European Railway Agency, ERA) según el Reglamento 881/2004, derogado por el Reglamento 2016/796. La AFE constituye un elemento motor en la política de modernización del sector ferroviario europeo. La existencia en los veintisiete países de la UE de normas técnicas y de seguridad nacionales incompatibles supone un gran obstáculo para el desarrollo del sector ferroviario. La tarea de la Agencia será aproximar progresivamente esas normas técnicas y fijar los métodos y objetivos de seguridad comunes para el conjunto del sistema ferroviario europeo.
 y contiene las siguientes Directivas Comunitarias: 
- 2004/49 de Seguridad Ferroviaria, para la creación de un sistema común que regule la expedición, contenido y validez de los certificados de seguridad.[42] Modificada por la Directiva 2008/110[43] y derogada por la Directiva 2016/798 sobre la seguridad ferroviaria.[40]
- 2004/50 sobre interoperabilidad. Es un paso más para hacer operativos los distintos sistemas técnicos ferroviarios existentes en la UE, eliminando las barreras técnicas y reglamentarias que limitan la explotación a nivel internacional.[44]
- 2004/51 que adelanta los derechos de acceso: los servicios de transporte ferroviario internacional de mercancías que discurran por la red transeuropea quedará liberalizados antes del 1 de enero de 2006, y un año después los que se realicen dentro de cada país. Asimismo, propone para 2010 la apertura del mercado de los servicios de transporte internacional de viajeros.[45]

### Tercer Paquete Ferroviario
Se centra en el transporte ferroviario de viajeros (ya liberalizado en algunos países como Alemania, Reino Unido, Austria e Italia) y en algún aspecto relacionado con la interoperabilidad europea. Aprobado el 25 de septiembre de 2007, contiene las siguientes Directivas Comunitarias:
- 2007/58/CE sobre la liberalización del tráfico internacional de viajeros en el año 2010. Además, la duración de los contratos de servicio público será limitada y no podrá superar 15 años.[46]

- 2007/59/CE sobre certificación del personal de conducción, que consta de dos partes: una licencia general y uno o más certificados sobre infraestructuras, material y servicios (A: maniobras y trabajos, y B: trenes).[47]

- Reglamento 1370/2007, trata sobre los servicios públicos de transporte de viajeros por ferrocarril y carretera y establece normas aplicables a las compensaciones de las obligaciones de servicio público (OSP) en el sector de los transportes terrestres.[48]

- Reglamento 1371/2007 sobre los derechos y obligaciones de los pasajeros y compensación de los retrasos: tendrán que pagar el 25 % y 50 % por retrasos superiores a 1 y 2 horas, respectivamente. También regula la responsabilidad de las empresas, los seguros y los derechos de las personas con movilidad reducida. Tiene amplias exenciones dentro de cada país.[49]

### Directiva 2012/34
Aprobada el 21 de noviembre de 2012, trata sobre la creación de un espacio ferroviario europeo único: normas aplicables; criterios para la concesión, la renovación o la modificación de licencias; y los principios y procedimientos aplicables para la determinación y percepción de cánones. Tiene por objeto fomentar el desarrollo de una infraestructura ferroviaria eficaz, establecer un mercado ferroviario único y abierto basado en una red de infraestructura integrada y equipos interoperables que permitan prestar servicios de transporte eficaces en toda Europa y los países vecinos, suprimir los obstáculos administrativos y técnicos, y garantizar condiciones de competencia equitativas frente a los demás modos de transporte.

### Especificaciones Técnicas de Interoperabilidad (ETI)
Tratan sobre la normativa para promover la capacidad de circular indistintamente por cualquier sección de la red ferroviaria europea, donde coexisten diferentes anchos, gálibos, sistemas de bloqueo, de electrificación, emisión de armónicos y compatibilidad electromagnética, altura de la catenaria, la de los andenes, carga por eje, longitud de los trenes, pendientes, etc. Con las ETIs se pretende unificar al ancho estándar (1.435 mm, también conocido como UIC o internacional), al gálibo UIC, al ERTMS y a la alimentación en corriente alterna a 25 kV, siendo admisibles otras. La Red Principal de la Red Transeuropea de Transportes (RTE-T, TEN-T) debería estar en el año 2023, y la Red Global en el 2050. Las primeras se publicaron el 30 de mayo de 2002; en la actualidad hay 16: 5 para alta velocidad, 8 para convencional y 3 transversales.
- Directiva 2008/57/CE acerca de la interoperabilidad del sistema ferroviario europeo. Forma parte del Paquete Técnico del Tercer Paquete y refunde las dos directivas de interoperabilidad, la de la red de alta velocidad y la de la convencional.[51] Modificada por la Directiva 2016/797.[40]

- RD 1434/2010 sobre interoperabilidad del sistema ferroviario de la REFIG (Red Ferroviaria de Interés General).[52] Modificada por la Orden FOM/2437/2015, de 13 de noviembre.[53]

- Nuevas ETIs (12 de diciembre de 2014) subsistemas: Infraestructura, PMR, Energía, Material viajeros, Túneles, Material rodante-ruido y Aplicaciones telemáticas para mercancías.[54]

- ETI alta velocidad.[55]

- ETI vagones[56]

Estudio sobre repercusiones de las ETIs en la permeabilización de la Red española

### Cuarto Paquete Ferroviario
Tras el estudio realizado por el Comité de Transportes y Turismo (TRAN), la Comisión Europea presentó el borrador del Cuarto Paquete Ferroviario el 30 de enero de 2013 con el objetivo de «ahondar en la liberalización, conseguir una mayor calidad en los servicios ferroviarios y un espacio ferroviario único». El paquete contiene tres grupos de medidas (pilares) y seis propuestas legislativas, destinadas a:
- Establecer y armonizar las condiciones relativas a la interoperabilidad y seguridad del sistema ferroviario, tanto de infraestructura como de material rodante, simplificando el elevado número de normativas nacionales sobre el sector. Reducir los obstáculos técnicos que los diferentes estándares nacionales generan a los operadores y fabricantes de material rodante. Establecer el papel de la Agencia Ferroviaria Europea (AFE), que emitirá un certificado único de seguridad y una única autorización de puesta en servicio (pilar técnico).

- Renovar las normas sobre la estructura de gobernanza en relación con la gestión de infraestructuras y las operaciones de transporte, de manera que los administradores de infraestructuras funcionen de forma eficiente y no discriminatoria hacia los distintos operadores ferroviarios. Aclarar los requisitos exigidos para controlar su transparencia financiera. Liberalizar el mercado interior de los servicios ferroviarios comerciales (pilar social y de gobernanza, conocido como pilar político);

- Promover la competitividad y la calidad de los servicios ferroviarios mediante la rebaja de los costes administrativos, garantizar una mayor apertura del mercado de servicios nacionales de transporte de pasajeros por ferrocarril, aumentar la competencia en el transporte de pasajeros garantizando igualdad de trato a todos los operadores y regular los procesos de la apertura a la competencia del transporte de viajeros sometido a obligaciones de servicio público (OSP) (pilar de mercado).[58]

Sin embargo las enmiendas aprobadas en el Parlamento Europeo el 26 de febrero de 2014 han variado sustancialmente la propuesta siguiendo, según la Comisión, los intereses particulares de los Estados miembros: «los votos emitidos son otra demostración de la tenacidad de los intereses nacionales que han sido más decisivos para los eurodiputados que los compromisos bien fundamentados y razonables alcanzados en diciembre por el Comité de Transportes y Turismo». En cambio la Comunidad Europea de Ferrocarriles (CER) se felicitó por el sentido de la votación, y calificó el resultado de «mejora en relación con las propuestas iniciales de la Comisión»; en concreto, afirma que las enmiendas aprobadas «ofrecerán a los Estados miembros flexibilidad a la hora de elegir el modelo de gobierno para sus respectivos gestores de la infraestructura».
El pilar técnico fue aprobado por el Consejo Europeo el 5 de junio de 2014, por la Comisión de Transporte del Parlamento Europeo el 15 de marzo de 2016, por el Parlamento Europeo el 28 de abril y por el Consejo Europeo el 17 de octubre del mismo año. La Agencia Ferroviaria Europea (AFE, en inglés: European Railway Agency y desde noviembre de 2016: European Union Agency for Railways) se convertirá en 2019 en una ventanilla única para la autorización de nuevos vehículos y para la emisión de los certificados de seguridad, de manera que estos sean válidos en todos los estados miembros sin ningún tipo de nueva evaluación; así se conseguirá abaratar (unos 500 millones de €uros al año) y reducir un 20 % el tiempo del proceso de homologación. La AFE, que pasará de 165 a más de 200 empleados, tendrá poderes por encima de las autoridades nacionales de seguridad, que van a mantener las competencias para el funcionamiento interno, aunque en este caso los operadores y fabricantes podrán elegir entre ambos. En cuanto a la interoperabilidad, se ocupará de las autorizaciones del material rodante que se utiliza internacionalmente, basándose en la evaluación realizada por las autoridades nacionales. Los nuevos procedimientos de autorización y certificación estarán operativos tres años después de la entrada en vigor de las nuevas reglas; los países podrán ampliar este plazo un año más si lo justifican ante la Comisión Europea y la AFE. Esta también tendrá un papel más relevante para garantizar el desarrollo de los sistemas de control y mando, ya que podrá evaluar las soluciones técnicas incluidas en las ofertas de licitación publicadas por el Sistema europeo de gestión del tráfico ferroviario (ERTMS) para el suministro de equipamiento de tierra. El acuerdo también contempla una armonización adicional de los estándares técnicos. Además, el pilar técnico refunde las directivas de seguridad e interoperabilidad (refundición de la Directiva 2008/57), todo ello respondiendo a la necesidad de suprimir las barreras técnicas y administrativas. La Comunidad Europea de Ferrocarriles (CER) y la Asociación de la Industria Ferroviaria Europea (Unife) también apoyaron la decisión, que calificaron de «importante hito» de cara al programa Horizonte 2020. «La decisión del Consejo demuestra que este es el planteamiento correcto para la investigación ferroviaria, y también una oportunidad para revitalizar la red ferroviaria europea desde el punto de vista técnico [...] sin duda aumentará la competitividad y el atractivo del sector ferroviario».
Las principales líneas del pilar social y de gobernanza, o pilar político, fueron acordadas en mayo de 2016, estando prevista su publicación entre finales de año y principios de 2017. La reforma aporta cierta flexibilidad a la forma en que el administrador de la infraestructura puede desempeñar sus funciones. No prohibirá empresas estatales integradas verticalmente, aunque introducirá salvaguardias contra la transferencia de fondos entre el administrador de la infraestructura y el operador cuando operen dentro de un holding. Los préstamos entre distintos actores del sector ferroviario no estarían prohibidos por norma general, sino tan solo en los casos en que presenten un riesgo para el correcto funcionamiento del sector. Para evitar cargas administrativas innecesarias y costes de adaptación, las medidas para garantizar la independencia de los administradores de infraestructuras deben centrarse en sus funciones esenciales: la toma de decisiones sobre la asignación de los surcos ferroviarios y la fijación de cánones por el uso de la infraestructura; los Estados miembros podrán autorizar que sea un organismo independiente el que lleve a cabo estas tareas. Además, el administrador de la infraestructura podrá externalizar funciones para mejorar la eficiencia. Las normas que garantizan la independencia del personal y la gestión se han simplificado para evitar un exceso de reglamentación. Los Estados tendrían tres años (hasta 2019) para aplicar las normas fundamentales sobre la independencia y la transparencia financiera; otras, como el acceso no discriminatorio a la infraestructura, se aplicarían a partir de 2020. También se propone la derogación del Reglamento sobre la normalización de las cuentas de las empresas ferroviarias (1192/69) que se adoptó mucho antes de la liberalización del mercado ferroviario.
Tres son los aspectos fundamentales del pilar de mercado, aprobado por la Comisión de Transporte del Parlamento Europeo en marzo de 2016, por el Consejo Europeo el 28 de abril del mismo año, y por el Parlamento Europeo el 15 de diciembre de 2016. En primer lugar se liberalizará el mercado del transporte de pasajeros en tren desde el 1 de enero de 2019; deberá aplicarse a tiempo para que tenga efecto en el horario que comienza el 14 de diciembre de 2020. Las empresas del sector podrán operar en cualquier lugar de la UE sin sufrir restricciones, si bien los Estados miembros podrán limitar el acceso de nuevos operadores a ciertas líneas si desean mantener un contrato público. El aumento de la competencia debería traducirse en precios más baratos para los viajeros. Segundo: la licitación se convertirá en el método estándar de adjudicación de nuevos contratos de las Obligaciones de Servicio Público (OSP) a partir de diciembre de 2023, aunque con algunas excepciones. Las autoridades nacionales podrán seguir adjudicando contratos directamente, sin concurso, pero garantizando mejoras a los pasajeros o aumentos de la eficiencia económica del servicio. Los contratos adjudicados sin licitación previa deberán incluir requisitos de rendimiento, como puntualidad y frecuencia de los servicios, calidad del material rodante y capacidad de transporte. La adjudicación directa será posible para los denominados contratos de minimis, cuando el valor medio anual o la prestación anual de transporte de viajeros sea inferior a 7,5 millones de euros o 500 000 viajeros-kilómetro, respectivamente, o en los que se trate de un contrato de ese tipo otorgado antes del 16 de junio de 2015 con derechos exclusivos, o de títulos habilitantes que se hayan licitado durante el plazo de transposición de la normativa; Las autoridades públicas deberían, por tanto, poder seleccionar las mejores ofertas y financiarlas con fondos públicos, para así garantizar a sus ciudadanos un servicio público de transporte de calidad. Así pues se amplían los plazos presentados por la Comisión, que eran: obligatorio desde diciembre de 2019 aunque con un período transitorio de diez años. Por último, la nueva normativa provocará la desaparición de los subsidios, los gestores de las infraestructuras y las empresas que gestionen redes facilitarán un acceso no discriminatorio a los operadores de transporte ferroviario que deseen prestar sus servicios.
En el caso de los servicios de viajeros de alta velocidad, su acceso a la infraestructura ferroviaria se regirá por normas especiales, con vistas a un desarrollo del mercado específico de dicho servicios. Se requerirán mayores garantías y una evaluación profunda de los conflictos de intereses para asegurar que los administradores de infraestructuras funcionen imparcialmente, de modo que todos los operadores tengan las mismas oportunidades de acceso a las vías y estaciones.
El 8 de octubre de 2015 el Consejo Europeo acordó una orientación general sobre dos propuestas destinadas a liberalizar los servicios nacionales de transporte de viajeros por ferrocarril y a reforzar la gobernanza de las infraestructuras ferroviarias. Tras una serie de deliberaciones, el Consejo y el Parlamento Europeo llegaron a un acuerdo sobre las propuestas del pilar técnico en abril de 2016. El pilar social y de gobernanza, y el pilar de mercado se estuvieron negociando entre el Consejo y el Parlamento Europeo hasta esas mismas fechas.
El 19 de abril de 2016 el Parlamento Europeo y el Consejo de Ministros de la UE alcanzaron un acuerdo sobre el Cuarto Paquete Ferroviario. El acuerdo tiene que ser adoptado formalmente por los Estados miembros, pasar el dictamen definitivo de la Comisión Europea y aprobarse en el Parlamento Europeo y en el Consejo de la UE. Se prevé que el proceso habrá finalizado entre finales de 2016 y principios de 2017.

## Normativa española básica

### Ley del Sector Ferroviario
El 17 de noviembre de 2003 se aprobaba la Ley 39/2003 del Sector Ferroviario, que debería haber entrado en vigor el 18 de mayo de 2004 pero fue aplazada por el nuevo gobierno hasta el 1 de enero de 2005. Esta ley suponía trasponer a la legislación española el «primer paquete ferroviario», la entrada en funcionamiento de un nuevo modelo organizativo para el ferrocarril español, finalizar el monopolio que mantenía Renfe, y adaptar el modelo ferroviario a la llegada de la competencia.
Las principales aportaciones de esta Ley son:
1. Determina cuáles serán los actores protagonistas del futuro sector ferroviario español:
- El administrador de infraestructuras (Adif), cuya función principal será el mantenimiento y explotación de las líneas.

- Diversas empresas ferroviarias, cuyas actividades se centrarán en prestar servicios de transporte de viajeros y de mercancías.

- El Comité de Regulación Ferroviaria (CRF), que actuará de intermediario entre los dos anteriores desde el 9 de junio de 2005.

- El Ministerio de Fomento, que se constituye en la autoridad ferroviaria y que tiene entre sus funciones básicas las de definir la política ferroviaria, elaborar la legislación y planificación del sector, otorgar licencias y encomendar la construcción y/o administración de las infraestructuras, así como tutelar la transición hacia el nuevo modelo y velar por su correcto funcionamiento.

2. Establece la separación de las actividades de administración de la infraestructura de las del transporte ferroviario, que pasan a ser realizadas por dos organizaciones independientes entre sí: Adif y Renfe Operadora.
Así, en el momento de entrada en vigor de la Ley la antigua Renfe pasará a denominarse Administrador de Infraestructuras Ferroviarias (Adif), asumiendo, entre otras, las funciones de la administración de las infraestructuras ferroviarias así como de la construcción de las nuevas infraestructuras. Asimismo el Gestor de Infraestructuras Ferroviarias (GIF) será absorbido por Adif y desaparecerá.
Todos los trabajadores de la antigua Renfe se adscribirían a la plantilla de Adif, así como los que trabajaban para GIF, salvo los vinculados con la operación de transporte ferroviario y un determinado número adicional de trabajadores de la Corporación que se incorporaría a la nueva Renfe Operadora, la cual tendría como objeto la prestación de servicios de transporte ferroviario tanto de mercancías como de viajeros, incluyendo el mantenimiento del material rodante.
3. Define la regulación del acceso de las empresas ferroviarias al mercado de transporte ferroviario, estipulando un régimen de concesión de las correspondientes licencias ferroviarias, previo cumplimiento de una serie de requisitos. Esta licencia, que será única para toda la Red Ferroviaria de Interés General (RFIG) y con validez para el resto de la Unión Europea, se concederá a aquellas entidades cuya actividad principal sea la prestación de servicios de transporte de viajeros o mercancías, y que además, deban aportar la tracción, así como también se otorgará a aquellas empresas que exclusivamente ofrezcan la tracción.
Estas empresas operadoras deberán revestir la forma de sociedades anónimas; contar con capacidad financiera para hacer frente a sus obligaciones; garantizar la competencia profesional de su plantilla y la seguridad de los servicios que se pretenden prestar; y tener cubiertas las responsabilidades civiles que pueden serles exigibles.
Estas empresas, las agrupaciones empresariales internacionales que las constituyan, las Administraciones Públicas con competencias en materia de transporte, los agentes de transporte, cargadores y operadores de transporte combinado, podrán solicitar una habilitación o título habilitante de candidato de capacidad de infraestructura, al objeto de que el Administrador de Infraestructuras les asigne surcos para la explotación de los servicios ferroviarios.
Previamente a la prestación de los servicios, las empresas ferroviarias deberán obtener los correspondientes certificados de seguridad, que deberán explicitar el sistema de control, circulación y seguridad ferroviaria necesarios, los conocimientos y requisitos exigidos al personal de conducción, las características técnicas del material rodante y el procedimiento para su otorgamiento.
4. Las empresas ferroviarias deberán pagar un canon al Adif por la utilización de las infraestructuras integradas en la RFIG, así como por las estaciones y otras instalaciones que administre.
Los cánones referentes a la Red Ferroviaria de Interés General son de cuatro tipos: acceso, derecho a la utilización de las infraestructuras, de reserva de capacidad, y de tráfico. Por su parte, por la utilización de las estaciones y otras instalaciones ferroviarias se establecen cinco tipos de cánones: utilización de las estaciones por parte de los viajeros, estacionamiento y uso de andenes, paso por cambiadores de ancho, utilización de vías de apartado y prestación de servicios que precisen de autorización para uso del dominio público ferroviario. La cuantía de estos cánones se establecerá mediante Orden Ministerial.
5. También prevé la Ley que el Gobierno pueda declarar de interés público la prestación de determinados servicios de transporte ferroviario, cuya prestación resulte deficitaria y sea necesaria para garantizar la comunicación en el territorio nacional (las obligaciones de servicio público, OSP).
6. Por último, establece la apertura progresiva de la red ferroviaria a otras empresas ferroviarias de transporte, introduciendo por primera vez la competencia. Desde el 1 de enero de 2005 se liberaliza el transporte nacional de mercancías y el transporte internacional de mercancías sobre la Red Transeuropea de Transporte Ferroviario de Mercancías, en la cual se integrará la RFIG, dejando para enero de 2006 la apertura total de la RFIG a este tipo de tráfico. Por lo que se refiere a la liberalización del transporte de viajeros, quedará aplazada, al menos, hasta el año 2010.
El 29 de septiembre de 2015, se publica en el Boletín Oficial del Estado la Ley 38/2015 del sector ferroviario que elimina el canon de acceso y bonifica la puesta en marcha de nuevos servicios ferroviarios. También establece medidas liberalizadoras de los servicios que se prestan en las terminales ferroviarias públicas, nuevas condiciones de transparencia para la actuación de los administradores de infraestructuras, así como la simplificación del régimen tarifario y de las autorizaciones necesarias. Bonifica el 100 % del canon por utilización de instalaciones de servicio a los trayectos de cercanías. Las obligaciones de servicio público (OSP) a instancias de comunidades o ayuntamientos estarán condicionadas a que estas asuman su financiación. Regula la clausura de líneas o tramos de la infraestructura ferroviaria para obligar al administrador ferroviario a consultar con las empresas privadas antes de pedir a Fomento el cierre de la línea. Los administradores de infraestructuras deberán conseguir, en un plazo máximo de cinco años, una situación de equilibrio en sus cuentas sin que los ingresos procedentes de la prestación de los servicios básicos mínimos se tengan en cuenta en dicho cálculo.
La Orden FOM 189/2015, de 11 de febrero, desarrolla los principios básicos de aplicación de incentivos en el sistema de los cánones con un sistema de compensaciones y penalizaciones por acciones y retrasos que perturben el funcionamiento de la red.

### Traspaso de la gestión Renfe-Generalidad de Cataluña
La gestión de los servicios de transporte de viajeros por ferrocarril, tanto de cercanías como de regionales sobre la red de ancho ibérico de la REFIG, fue traspasada a la Generalidad de Cataluña en virtud del RD 2034/2009, con fecha efectiva a partir del día 1 de enero de 2010, y del RD 1598/2010, respectivamente.
El servicio continuará siendo prestado por Renfe pero dependerá de si hay acuerdo con Fomento sobre la financiación del déficit que generan estos trenes, que supuso 106,24 M € en el año 2012, cantidad que Fomento transferirá a la Generalitat.
El 17 de junio de 2013, se firmó un nuevo acuerdo válido hasta 2015, con un plan de actuaciones para mejorar la calidad del servicio.

### Otra normativa
Las Directivas 95/18 y 95/19 sobre licencias y adjudicación de capacidades se incorporaron al derecho interno español mediante el RD 2111/1998 de 2 de octubre.
El Real Decreto 2387/2004 Reglamento del Sector Ferroviario, que desarrolla la Ley del Sector Ferroviario en todo lo referente a las infraestructuras ferroviarias, a los servicios adicionales, complementarios y auxiliares, a los servicios de transporte ferroviario, al servicio de inspección, al Registro Especial Ferroviario y al régimen aplicable al Comité de Regulación Ferroviaria.
El Real Decreto 2395/2004 Estatuto de Adif
El Real Decreto 2396/2004 Estatuto de Renfe Operadora
La Orden FOM/897/2005 sobre Declaración sobre la Red y adjudicación de capacidad.
La Orden FOM/32/2005, crea la Comisión de Coordinación de las Actividades Ferroviarias entre Adif y Renfe.
El Segundo Paquete Ferroviario ha sido incorporado al derecho interno español a través de los RD 354/2006 y 355/2006 sobre interoperatividad. que fueron derogados por el RD 1434/2010 sobre interoperabilidad del sistema ferroviario de la REFIG.
El Reglamento (UE) 2016/796, relativo a la Agencia Ferroviaria de la Unión Europea, Directiva (UE) 2016/797 sobre la interoperabilidad del sistema ferroviario y Directiva (UE) 2016/798 sobre la seguridad ferroviaria.
El Real Decreto 810/2007, modificado por el RD 1006/2015, sobre los certificados de seguridad, que se componen de dos partes:
Parte A: confirma que la Empresa Ferroviaria dispone de un sistema de gestión de seguridad que satisface las normas y requisitos europeos y nacionales, de forma armonizada en el conjunto del sistema ferroviario europeo. Parte B: confirma la aplicación de dicho sistema para circular por una determinada infraestructura (un recorrido punto a punto por una línea).
El certificado tiene una validez de cinco años, renovable por periodos sucesivos iguales, siempre que se cumplan las condiciones normativas exigidas para su otorgamiento.
El Real Decreto 22/2012 que prevé, a partir del 1 de enero de 2014, la reestructuración de Renfe Operadora en cuatro sociedades mercantiles que asumirán las diferentes funciones que tiene encomendadas: Renfe Viajeros, Renfe Mercancías, Renfe Fabricación y Mantenimiento, y Renfe Alquiler de Material Ferroviario, para poner material ferroviario a disposición de las nuevas operadoras. También suprime la entidad pública empresarial Ferrocarriles Españoles de Vía Estrecha (FEVE), para su integración en Adif y Renfe (Orden FOM/2818/2012 ), y pide un informe sobre los servicios de media distancia que no tengan la consideración de obligaciones de servicio público (OSP).
El Real Decreto 4/2013 establece la transición entre el monopolio de Renfe y el futuro marco liberalizado. El transporte de viajeros con finalidad primordialmente turística (trenes turísticos) se liberalizaría el 31 de julio de 2013, los de larga distancia mediante la futura licitación de títulos habilitantes en determinadas líneas, y los servicios OSP (cercanías y media distancia) seguirían siendo prestados por Renfe. También detalla la Red Ferroviaria de Interés General (RFIG).
Desde Fomento se subraya que la apertura radical, donde se ha hecho, no ha sido nunca un éxito, y tanto la Comisión Nacional de los Mercados y la Competencia (CNMC) como el Informe de la Comisión Técnico-Científica para el estudio de mejoras en el sector ferroviario, presentado en junio, recomiendan un proceso gradual. De esta forma se produce un periodo de adaptación, tanto del nuevo operador como de Renfe Operadora.
El Real Decreto 15/2013 que prevé, a partir del 1 de enero de 2014, la reestructuración de Adif en dos sociedades: Adif, encargada de la gestión de la red convencional, y Adif-Alta Velocidad, encargada de la construcción y mantenimiento de las líneas de alta velocidad y que mantendrá el grueso de la deuda del anterior Adif. Según el gobierno: «la urgencia en la adopción de esta medida se justifica en la necesidad de permitir que Adif-AV pueda acudir a los mercados financieros para cubrir sus presentes necesidades de financiación».
Según los medios, el objetivo fundamental de la segregación es el cumplimiento de las modificaciones operadas por el Sistema Europeo de Cuentas (SEC 2010) y los nuevos criterios contables establecidos en el mismo, que exige a las empresas públicas que al menos el 50 % de los gastos estén cubiertos por su actividad comercial (y no por subvenciones) para que su pasivo no compute como déficit.
Se mantiene una estructura organizativa única.
El Acuerdo del Consejo de Ministros de 13 de junio de 2014 que determina el número y vigencia de títulos habilitantes para la prestación de servicios de transporte ferroviario de viajeros en régimen de concurrencia en determinadas líneas y tramos de la REFIG. El proceso consiste en otorgar, mediante un procedimiento público de licitación, un solo título habilitante (además del de Renfe Operadora) por un periodo de 7 años en el corredor de Levante. Después de 7 años el corredor se abrirá libremente a la competencia. El proceso se repetirá en otros corredores que sean liberalizados.

## Requisitos para el acceso
Para acceder a la Red Ferroviaria de Interés General (RFIG), las Empresas Ferroviarias (EE.FF.). deberán cumplir lo establecido en la Ley del Sector ferroviario (LSF), y en su normativa de desarrollo.
Entre los requisitos más importantes destacan el disponer de:
- Licencia de Empresa Ferroviaria (sirve para toda la RFIG).

- Certificado de Seguridad (para cada línea donde se pretenda operar).

- Adjudicación de la Capacidad de Infraestructura necesaria (el surco, dentro de la malla de circulaciones previstas por Adif).

Así se puede transportar mercancías por toda la RFIG comprando cualquier surco disponible. También está completamente liberalizado el tráfico internacional de viajeros y el transporte de viajeros nacional con finalidad prioritariamente turística. Igualmente, estos requisitos serán imprescindibles para el operador adjudicatario del título habilitante para el transporte de viajeros de larga distancia. También serán necesarios trenes homologados (propios, o alquilados) y personal habilitado.

## Empresas ferroviarias

### Empresas con Licencia de Empresa Ferroviaria
En septiembre de 2016 había 36 empresas (38 contando las de otro país) con licencia de empresa ferroviaria, que eran, por orden de concesión:
- Mercancías
  - 27/09/2005 Renfe Mercancías S.A.U.
  - 27/09/2005 Comsa Rail Transport S.A. (25 % SNCF-Fret)
  - 14/10/2005 Continental Rail S.A. (Grupo ACS, Florentino Pérez)
  - 16/03/2006 Acciona Rail Services S.A. (Familia Entrecanales)
  - 04/07/2006 Transfesa Rail S.A.U. (DB Schenker Rail: 70,29 % y Renfe, la tracción es de su filial Activa Rail)[107]
  - 24/07/2006 Tracción Rail S.A. (Grupo Azvi)
  - 24/08/2006 Eusko Trenbideak-FFCC Vascos S.A. (*)
  - 17/07/2007 ArcelorMittal Siderail S.A. (*)
  - 30/04/2008 Logitren Ferroviaria S.A. (Puerto de Valencia, Grupo Constructor Torres Cámara)
  - 29/03/2010 Alsa Ferrocarril S.A. (Alsa y National Express)
  - 20/12/2010 Guinovart Rail S.A. (OHL)
  - 21/03/2011 Ferrovial Railway S.A.
  - 30/11/2011 Logibérica Rail S.A. (IMU Servicios Integrales) (*)
  - 30/04/2013 Monbus Rail S.A. (Autocares Monbus) (*)
  - 30/04/2013 Transitia Rail S.A. (Grupo Viuda de Sainz, gestión de transportes e infraestructuras)
  - 23/10/2013 Asturmasa Rail S.A. (*)
  - 23/10/2013 Eco Rail, S.A.U. (del empresario tecnológico sevillano Mario López Magdaleno)
  - 23/10/2013 InterBus, Interurbana de Autobuses S.A. (del Grupo Damas: concesiones en Madrid)
  - 18/11/2013 Arramele Siglo XXI, S.A. (Ibérica Rail)
  - 03/06/2014 La Sepulvedana S.A. (Operador segoviano de autobuses) (*)
  - 27/01/2015 Transportes Mixtos Especiales (Tramesa) (*)
  - 21/10/2015 Nogartrain SAU (Grupo Nogar, puertos gallegos) (*)
  - 15/12/2015 Construcciones y Auxiliar de Ferrocarriles S.A. (CAF) (*)
  - 15/06/2016 Global Rail (Globalvía, concesionaria) (*)
  - 22/09/2016 FGC Rail (Ferrocarriles de la Generalidad de Cataluña) (*)
  - 01/10/2012 Takargo, Transporte Ferroviário de Mercadorias S.A. (con licencia expedida en Portugal)

(*) Sin Certificado de Seguridad.
- Viajeros
  - 27/09/2005 Renfe Viajeros S.A.U.
  - 31/05/2013 Continental Rail S.A. (Grupo ACS, Florentino Pérez)
  - 31/05/2013 Alsa Ferrocarril S.A. (Alsa y National Express)
  - 31/05/2013 Veloi Rail S.A. (Hemisferio, de la familia Lara, Grupo Planeta)
  - 23/10/2013 Eco Rail S.A.U. (del empresario tecnológico sevillano Mario López Magdaleno)
  - 23/10/2013 InterBus, Interurbana de Autobuses, S.A. (del Grupo Damas: concesiones en Madrid)
  - 27/01/2014 Avanza Tren S.A.U. (autobuses)
  - 08/05/2014 Vectalia Rail S.A. (Operador alicantino de autobuses) (*)
  - 08/05/2014 AISA Tren S.A.U. (Operador de autobuses)
  - 03/06/2014 La Sepulvedana S.A. (Operador segoviano de autobuses) (*)
  - 31/07/2014 Transitia Rail S.A. (Grupo Viuda de Sainz, gestión de transportes e infraestructuras)
  - 25/10/2014 Acciona Rail Services S.A. (Familia Entrecanales)
  - 07/12/2014 Ferrovial Railway S.A.
  - 07/12/2014 Comsa Rail Transport S.A. (Grupo Comsa, 25 % SNCF-Fret)
  - 05/02/2015 Iberrail Spanish Railroads S.A.U. (Globalia, Juan José Hidalgo) (*)
  - 20/03/2015 Empresa De Blas y Cía. S.A.U. (autobuses, DB Arriva) (*)
  - 20/03/2015 Moventis Rail S.A.U. (Barcelona) (*)
  - 30/07/2015 Socibus S.A. (autobuses, Sevilla) (*)
  - 30/07/2015 Empresa Ruiz S.A. (autobuses) (*)
  - 27/10/2015 Arriva Spain Rail S.A. (operador británico, con autobuses en España) (*)
  - 15/12/2015 Construcciones y Auxiliar de Ferrocarriles S.A. (CAF) (*)
  - 15/06/2016 Global Rail (Globalvía, concesionaria) (*)
  - 22/09/2016 FGC Rail (Ferrocarriles de la Generalidad de Cataluña) (*)
  - SNCF (con licencia expedida en Francia)

(*) Sin Certificado de Seguridad.

### Empresas con Certificado de Seguridad
Empresas Ferroviarias con Certificado de Seguridad (únicas con capacidad para circular, las de mercancías por toda la RFIG y las de viajeros por los tramos para los que estén autorizadas:
- Mercancías (15 en total):
  - Renfe Mercancías
  - Comsa Rail Transport S.A. (25 % SNCF-Fret)
  - Continental Rail S.A. (Grupo ACS, Florentino Pérez)
  - Acciona Rail Services S.A. (Familia Entrecanales, junto con Globalia para viajeros)
  - Transfesa Rail S.A.U. (DB Schenker Rail: 70,29 % y Renfe, la tracción es de su filial Activa Rail)[107]
  - Tracción Rail S.A. (Grupo Azvi)
  - Logitren Ferroviaria S.A. (Puerto de Valencia, Grupo Constructor Torres Cámara)
  - Alsa Ferrocarril S.A. (Alsa y National Express)
  - Guinovart Rail S.A. (OHL)
  - Ferrovial Railway S.A.
  - Takargo, Transporte Ferroviário de Mercadorias S.A. (parte B del Certificado, la parte A es portuguesa)
  - Transitia Rail S.A. (Grupo Viuda de Sainz, gestión de transportes e infraestructuras)
  - Eco Rail S.A.U. (del empresario tecnológico sevillano Mario López Magdaleno)
  - InterBus, Interurbana de Autobuses, S.A. (del Grupo Damas: concesiones en Madrid)
  - Arramele Siglo XXI S.A. (Ibérica Rail)
  - Low Cost Rail S.A.
  - Go Transport Servicios 2018 S.A.

- Con Certificado de Seguridad suspendido:
  - 28/05/2008 Ferrocarriles del Sur S.A. Fesur
  - 30/07/2009 FGC Mobilitat, S.A. (disuelta en 2014, en 2016 logra licencia bajo el nombre de FGC Rail)[108]

- Viajeros (10 en total):
  - Renfe Viajeros
  - SNCF (parte B del Certificado, la parte A es francesa)
  - Continental Rail S.A. (Grupo ACS, Florentino Pérez)
  - Alsa Ferrocarril S.A. (Alsa y National Express)
  - Veloi Rail S.A. (Hemisferio, de la familia Lara, Grupo Planeta)
  - Eco Rail S.A.U. (del empresario tecnológico sevillano Mario López Magdaleno)
  - InterBus, Interurbana de Autobuses, S.A. (del Grupo Damas: concesiones en Madrid)
  - Ferrovial Railway S.A.
  - AISA Tren S.A.U. (Operador de autobuses)
  - Avanza Tren S.A.U. (autobuses)

### Empresas con Capacidad de Infraestructura
Las empresas Ferroviarias con Capacidad de Infraestructura son las únicas que efectúan tráficos ya que tienen concedidos surcos dentro de las mallas de las líneas de ADIF:
- Mercancías (9 en total):
  - Renfe Mercancías
  - Transfesa Rail S.A.U. (DB Schenker Rail: 70,29 % y Renfe, la tracción es de su filial Activa Rail)[107]
  - Acciona Rail Services S.A. (Familia Entrecanales)
  - Continental Rail S.A. (Grupo ACS, Florentino Pérez)
  - Comsa Rail Transport S.A. (25 % SNCF-Fret)
  - Tracción Rail S.A. (Grupo Azvi)
  - Logitren Ferroviaria S.A. (Puerto de Valencia, Grupo Constructor Torres Cámara)
  - Transitia Rail S.A. (Grupo Viuda de Sainz, gestión de transportes e infraestructuras)
  - Takargo, Transporte Ferroviário de Mercadorias S.A. (tráficos internacionales desde Portugal)

- Viajeros (3 en total):
  - Renfe Viajeros
  - Renfe y SNCF en Cooperación (tráficos internacionales España-Francia)
  - ALSA Rail (trenes turísticos)

### Otras
Además había otros operadores, distintos de empresas ferroviarias, con habilitación específica para optar a adjudicación de capacidad regulada en el artículo 31 de la LSF y en los artículos 79 a 85 del RSF. Pueden ser agentes de transporte, cargadores, operadores de transporte combinado y las AAPP con atribuciones en materia de prestación de servicios de transporte, y están habilitadas para solicitar, exclusivamente, la capacidad necesaria para la explotación del servicio de transporte ferroviario en que están interesados por su vinculación directa con el ejercicio de su actividad.
- 05/02/2007 Conte Rail SA
- 01/02/2010 Transportes Mixtos Especiales (Tramesa)

## Actividad
Las empresas ferroviarias privadas transportaron 2700 millones de toneladas por km en 2014, el 26 % del total. Transporte de mercancías por ferrocarril

## Economía
Desde la liberalización del mercado ferroviario de alta velocidad en España en 2021, las tres operadoras que en 2024 prestan servicio —Renfe, Ouigo e Iryo— han acumulado pérdidas por valor de 611,5 millones de euros. Aunque esta apertura a la competencia ha tenido efectos positivos, como el aumento de la oferta de trenes y la bajada de precios para los usuarios, también ha generado importantes desequilibrios económicos en el sector. El ministro de Transportes, Óscar Puente, lo resumió diciendo que los precios han bajado tanto que se han vuelto insostenibles para las compañías.
La empresa pública española Renfe lidera las pérdidas con 392 millones de euros, concentradas sobre todo en 2021, cuando sufrió un fuerte impacto debido a la pandemia de COVID-19 en España. Le siguen Ouigo, la filial española del operador estatal francés SNCF, con casi 111 millones de euros en pérdidas, e Iryo, participada por la italiana Trenitalia, la española Air Nostrum y Globalvia, con 107,9 millones.
Si se analizan solo los años 2022 y 2023, cuando las tres operadoras ya estaban funcionando a pleno rendimiento, las pérdidas alcanzan los 307 millones de euros. Estos datos proceden de las cuentas presentadas por Iryo y Ouigo en el Registro Mercantil y de las cifras de Renfe Operadora en su división de servicios comerciales, que corresponde a las rutas que no pueden recibir subvenciones públicas por estar abiertas a la competencia.
Durante 2023, la situación empeoró notablemente. Las pérdidas de las tres compañías crecieron un 67 % respecto al año anterior, pasando de 114 millones en 2022 a 192 millones en 2023. Iryo fue la más afectada, aumentando sus pérdidas en un 215 % hasta los 79,3 millones. Renfe también incrementó sus números rojos en un 32 % (70,1 millones), y Ouigo en un 16,6 % (42,67 millones).
Curiosamente, este deterioro económico se produjo mientras los ingresos totales del sector crecían un 12,7 %. Iryo fue la empresa que más aumentó su facturación, multiplicándola por 44, debido a que 2023 fue su primer año completo de operaciones. Ouigo mejoró su facturación en un 31 %, mientras que Renfe, por el contrario, la redujo en un 3,3 %.
La guerra de precios ha sido uno de los grandes detonantes de esta situación. Para captar viajeros, las compañías han bajado tanto las tarifas que apenas pueden cubrir costes. Esto ha beneficiado a los consumidores, pero ha llevado a las operadoras a operar con fuertes pérdidas. Incluso se ha abierto un debate político: el ministro de Transportes ha denunciado que estas tarifas «son insostenibles» y ha anunciado que podría presentar una queja formal contra Ouigo ante la Comisión Nacional de los Mercados y la Competencia (CNMC), alegando prácticas desleales que perjudican a Renfe.
Como resultado de estas pérdidas, las compañías han necesitado inyecciones de capital para seguir operando. Ouigo ha realizado trece ampliaciones de capital desde 2021, por un total de 14,49 millones de euros, mientras que Iryo ha hecho dieciséis, por un valor de 14,33 millones. Renfe también ha tenido que recurrir a recursos adicionales. El reto ahora es encontrar un equilibrio entre mantener una oferta accesible para los usuarios y garantizar la viabilidad financiera de las compañías ferroviarias.

## Número de maquinistas
En España hay un total de 4831 maquinistas con Licencia/Diploma, necesario para trenes de viajeros o de mercancías. De ellos, 4 203 pertenecen a Renfe, 136 a Comsa, 56 a Transfesa, 23 al ADIF, 10 a Logitren, 12 a ALSA, 9 a Tracción Raíl, 12 a Acciona, 3 a Transitia, 36 a Continental y 1 a Ferrovial. Sin empresa o jubilados con título en vigor (por ejemplo: para trenes turísticos) 330.
Además hay 577 (487 de ADIF) con el Certificado A, necesario para maniobras y trabajos en vía.